# Fête donnée par des chevaliers normands en l'honneur d'une jeune demoiselle
Fête donnée par des chevaliers normands en l'honneur d'une jeune demoiselle est une œuvre pour piano d'Erik Satie.

## Présentation
Fête donnée par des chevaliers normands en l'honneur d'une jeune demoiselle — titre complété de la mention « XIe siècle » — est probablement composé en 1892, même si une esquisse manuscrite de la partition figure au verso du manuscrit autographe de l'Allegro de 1884,.
La partition est publiée en 1929 à titre posthume par Rouart-Lerolle au sein d'un recueil intitulé Quatre Préludes, en compagnie du Prélude d'Eginhard et des deux Préludes du Nazaréen,.

## Analyse et commentaires
Pour Guy Sacre, Fête donnée par des chevaliers normands en l'honneur d'une jeune demoiselle est « une manière d'Ogive, avec quelques épices harmoniques en plus (l'accord de triton) ».
Jean-Pierre Armengaud relève « l'inscription, au crayon sur le manuscrit [... de la partition], du nom de saint Ambroise, évêque de Milan de 374 à 397, qui, outre son extrême humilité, reste dans l'Histoire comme un obsédé et un prosélyte de la chasteté ».
Dans l'œuvre, l'écriture est « construite sur le chiffre 3 : les trois séquences puis les trois phrases sont distribuées, comme dans Les Sonneries de la Rose+Croix, comme une succession de dix harmonisations différentes de certains intervalles mélodiques, qui n'est pas sans rappeler les registrations et accouplements de claviers de l'orgue. L'abus des quintes et des quartes diminuées contribue à créer des surprises étranges qui font bouger une musique apparemment immobile ».
À propos de la construction formelle de la pièce, Vincent Lajoinie note qu'on « rencontre ainsi, à l'intérieur de chacun des trois volets, la même succession constituée de trois phrases mélodiques, tandis que, comme dans les Ogives, trois types d'agencements se partagent l'expression du thème : à nu ; harmonisé de façon resserrée, puis réparti de manière plus nourrie aux deux extrêmes du clavier ».

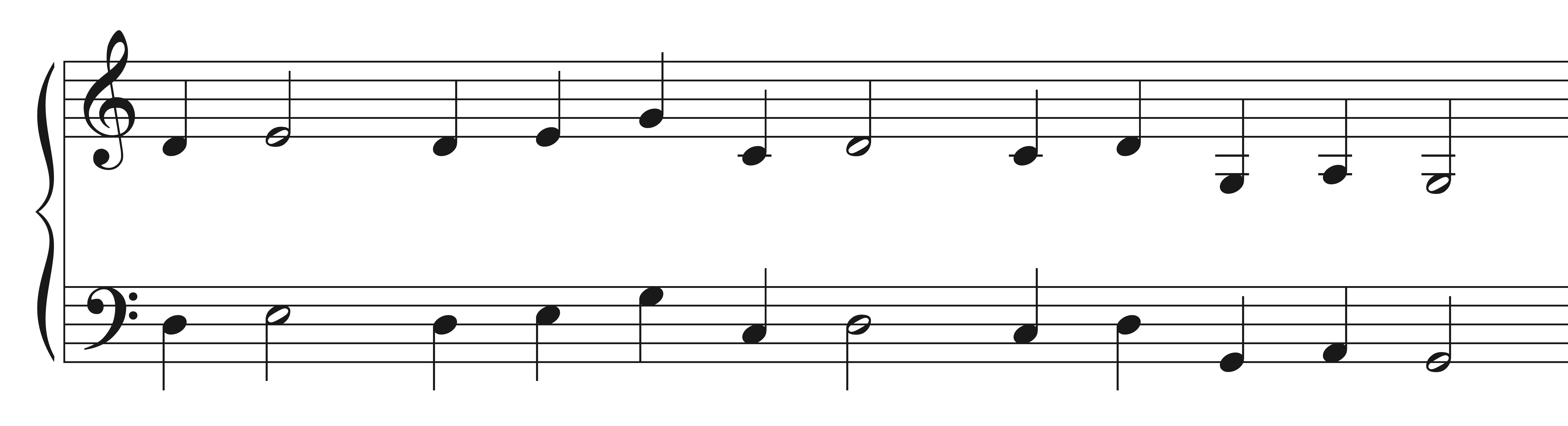
Thème (à nu).

Pour Robert Orledge, la pièce « marque la première des nombreuses tentatives de Satie pour établir un système compositionnel ; ici une série de cadences entremêlées ». Le musicologue souligne que « c'est également l'unique fois où Satie a plaqué son système sur une de ses pièces [...]. Les trois strates de textures différenciées montrent des similitudes avec celles d'Ogives ».
Sous le titre de Deux Préludes posthumes et une Gnossienne, l'œuvre a été orchestrée en 1939 par Francis Poulenc avec le Premier Prélude du Nazaréen et la Troisième Gnossienne.
Fête donnée par des chevaliers normands en l'honneur d'une jeune demoiselle est d'une durée moyenne d'exécution de trois minutes quarante environ.

## Discographie sélective
- Tout Satie ! Erik Satie Complete Edition[9], CD 6, Aldo Ciccolini (piano), Erato 0825646047963, 2015 ;
- Satie: Complete Piano Music, Jeroen van Veen (piano), Brilliant Classics 95350, 2016.

### Éditions
- Robert Orledge (trad. Christophe Mirambeau), « Commentaire », dans Robert Orledge (éd.), Erik Satie : Intégrale des œuvres pour piano, vol. 1, Salabert, 2016, p. VII-XII.

### Ouvrages généraux
- Alfred Cortot, La musique française de piano, Paris, Presses universitaires de France, coll. « Quadrige », 1981 (1re éd. 1938), 762 p. (ISBN 2-13-037278-3), « Le cas Erik Satie », p. 695-737.
- Adélaïde de Place, « Erik Satie », dans François-René Tranchefort (dir.), Guide de la musique de piano et de clavecin, Paris, Fayard, coll. « Les Indispensables de la musique », 1987, 867 p. (ISBN 978-2-213-01639-9), p. 628-634.
- Guy Sacre, La musique de piano : dictionnaire des compositeurs et des œuvres, vol. II (J-Z), Paris, Robert Laffont, coll. « Bouquins », 1998, 2998 p. (ISBN 2-221-08566-3). .

### Monographies
- Jean-Pierre Armengaud, Erik Satie, Paris, Fayard, 2009, 782 p. (ISBN 978-2-213-602523). .
- Vincent Lajoinie, Erik Satie, Lausanne, Éditions L'Âge d'Homme, 1985 (ISBN 978-2-8251-3228-9). .
- (en) Robert Orledge, Satie the composer, New York, Cambridge University Press, coll. « Music in the 20th Century », 1990, 394 p. (ISBN 978-0-521-35037-2).
- Anne Rey, Satie, Paris, Éditions du Seuil, coll. « Solfèges », 1974, rééd. 1995, 192 p. (ISBN 978-2-02-023487-0 et 2-02-023487-4).